# Jørgen Fryd Petersen
Jørgen Fryd Petersen (Copenaghen, 19 luglio 1925 – Copenaghen, 28 febbraio 1988) è stato un sollevatore danese che ha gareggiato nella categoria dei pesi leggeri.

## Carriera
Militò nell'AK DAN Ballerup, e prese parte ai Giochi olimpici di Londra 1948, classificandosi al decimo posto e conquistando un argento continentale nella stessa gara, che era valida anche come campionato europeo. Partecipò ai campionati mondiali ed europei di Parigi del 1946, piazzandosi rispettivamente all'ottavo e al sesto posto. Era il fratello minore di Niels Petersen, anch'esso sollevatore.